# Francis Evans (1er baronnet)
Francis Henry Evans (29 août 1840 - 22 janvier 1907 ) est un ingénieur civil britannique, homme d'affaires et homme politique du Parti libéral.

## Famille et éducation
Evans est né à Crumpsall Grange dans le Lancashire , fils de William Evans de Manchester et de sa femme Mary Nicholson . Sa sœur Emily Evans est mariée à l'industriel et homme politique Charles Seely (1er baronnet), et son neveu est le secrétaire d'État à la Guerre (1912-1914) Jack Seely.
Il fait ses études à l'école des Frères moraves à Neuwied en Rhénanie-Palatinat sur les rives du Rhin, puis au Harris Manchester College à Londres . En 1872, il épouse la veuve d'Irving Van Wart, Marie de Grasse Stevens, la fille de l'honorable Samuel Stevens d'Albany, New York. Ils ont trois fils et deux filles.

## Carrière dans les affaires
Il est d'abord prévu qu'Evans devienne ingénieur civil. Il est donc stagiaire auprès de Sir James Brunlees avec qui il travaille sur un certain nombre de projets, notamment la construction du réseau ferroviaire de Londres et du Nord-Ouest . Sous la direction de Brunlees, Evans travaille sur la construction d'un chemin de fer au Brésil. Il va ensuite en Amérique avec son père pendant la guerre de Sécession et voyage beaucoup, notamment en participant à des expéditions de reconnaissance au Texas.
Aux États-Unis, Evans s'implique dans les affaires, découvrant qu'il a un flair pour la banque en particulier. Il fonde la société Melville, Evans & Company effectuant des transactions bancaires entre des intérêts commerciaux en Grande-Bretagne et en Amérique. Il se diversifie dans le transport maritime et en 1880, il rejoint le conseil d'administration de l'Union Steamship Company pour devenir président et directeur général. En 1900, la société fusionne avec la Castle Line pour former la Union-Castle Line et Evans rejoint le cabinet de Donald Currie & Co, gérants de la Union-Castle Line, et reste associé jusqu'à sa mort .
Evans a des intérêts commerciaux importants à Terre-Neuve, alors une colonie de la Grande-Bretagne. C'est probablement la connaissance d'Evans de la construction ferroviaire qui l'amène à s'occuper des affaires de Terre-Neuve. En 1881, un syndicat connu sous le nom de Newfoundland Railway Company, sous la direction d'AL Blackman de New York, obtient le soutien du gouvernement pour construire un chemin de fer de St. John's à Hall's Bay à l'extrémité ouest de la baie Notre Dame. Melville, Evans and Company organise une grande partie du financement nécessaire avant le début des travaux. Lorsque la Newfoundland Railway Company fait faillite en 1884, Melville, Evans and Company sont nommés séquestres de la société au nom des détenteurs d'obligations, et aussi en tant qu'exploitants du chemin de fer, ce qu'ils font pendant 12 ans, jusqu'à ce que le gouvernement achète le chemin de fer en 1896. Un document daté de 1892 mentionne Evans comme receveur et directeur de la division sud du chemin de fer de Terre-Neuve.
Une plus grande implication dans les affaires de Terre-Neuve, peut-être en raison de sa connaissance de Terre-Neuve et de son expérience avec l'accord ferroviaire, entraîne la nomination d'Evans à une commission représentant les intérêts du gouvernement de Terre-Neuve dans leur différend sur les pêches avec la France à la fin des années 1880 et au début des années 1890. On prétend que le travail d'Evans sur cette commission a grandement contribué à son titre de chevalier en 1893, avant d'être fait baronnet en 1902 . Par la suite, Evans s'intéresse toujours particulièrement aux affaires de Terre-Neuve lorsqu'elles sont discutées au Parlement ,.
Evans est administrateur de la Thames and Mersey Marine Insurance Company et de l'International Sleeping Car Company .

## Carrière politique
Evans aurait été un ami du Premier ministre William Ewart Gladstone et semble avoir été entraîné dans la politique grâce à cette relation. Il est d'abord élu au Parlement lors d'une élection partielle en mai 1888 comme l'un des deux députés de Southampton .
Evans n'est pas dans le pays pendant la campagne électorale. Il est à bord d'un navire qui revient de Terre-Neuve en Angleterre . Il arrive pour se retrouver député, la campagne ayant été menée en son absence et ses intérêts ayant été représentés par son épouse .
Il est réélu en 1892, mais perd le siège aux élections générales de 1895 au profit du candidat libéral unioniste Sir John Simeon . Cependant, l'élection de l'autre député de Southampton, le conservateur Tankerville Chamberlayne, est déclarée nulle sur pétition, et en février 1896 Evans remporte l'élection partielle résultante avec une majorité de seulement 33 voix (0,2 %).
Il est de nouveau battu par Chamberlayne aux élections générales d'octobre 1900  mais une vacance se produit à Maidstone, où l'élection est annulée sur pétition . Evans remporte l'élection partielle de Maidstone le 1er mars 1901, mais perd le siège en 1906.
Evans est fait chevalier commandeur de l'Ordre de Saint-Michel et Saint-Georges (KCMG) en 1893 . Plus tard cette année-là, il est nommé à la Commission de lieutenance de la ville de Londres . En 1894, il est nommé membre d'un comité du Board of Trade chargé d'examiner la sous-effectif des navires britanniques et les sanctions appropriées pour ceux qui envoyaient de tels navires en mer . Il participe ensuite à une autre enquête du Board of Trade sur le Règlement international pour prévenir les abordages en mer . En 1896, Evans est nommé vice-président de la City of London Liberal Association. Parmi les autres hommes nommés à la même époque se trouve le futur chef du parti Herbert Henry Asquith . Il reçoit un titre de baronnet dans la liste des honneurs du couronnement de 1902 publiée le 26 juin 1902 pour le couronnement du roi Édouard VII et le 24 juillet 1902, il est créé baronnet de Tubbendens, dans la paroisse de Farnborough, dans le comté de Kent .

## Décès
Evans est décédé d'une angine de poitrine, à son domicile londonien de Grosvenor Place, le 22 janvier 1907 à l'âge de 66 ans après une courte maladie . Il est enterré à Orpington dans le Kent où il a une maison, Tubbendens .